# گو پنگ
گو پنگ (انگلیسی: Guo Peng؛ زادهٔ ۱ ژوئیهٔ ۱۹۸۲) بازیکن والیبال اهل چین بود. وی در بازی‌های المپیک تابستانی ۲۰۰۸ شرکت کرده‌است.